# Campeonato Mundial de Tiro con Arco al Aire Libre de 1949
El XIII Campeonato Mundial de Tiro con Arco al Aire Libre se celebró en París (Francia) entre el 9 y el 12 de agosto de 1949 bajo la organización de la Federación Internacional de Tiro con Arco (FITA) y la Federación Francesa de Tiro con Arco.

## Medallistas

### Masculino
| Evento                  | Oro                                                      | Plata                                                     | Bronce                                                      |
| ----------------------- | -------------------------------------------------------- | --------------------------------------------------------- | ----------------------------------------------------------- |
| Arco recurvo individual | Hans Deutgen · Suecia                                    | František Hadaš Checoslovaquia                            | Einar Tang-Holbæk Dinamarca                                 |
| Arco recurvo por equipo | František Hadaš Josef Brejcha Jiří Baštář Checoslovaquia | Hans Deutgen · Tage Ljungkvist · Sven Danielsson · Suecia | Einar Tang-Holbæk Arne Christensen Bjarne Knudsen Dinamarca |

### Femenino
| Evento                  | Oro                                                                     | Plata                                                    | Bronce                                                 |
| ----------------------- | ----------------------------------------------------------------------- | -------------------------------------------------------- | ------------------------------------------------------ |
| Arco recurvo individual | Barbara Waterhouse Reino Unido                                          | Ragnhild Windahl · Suecia                                | Trogie Fisher Reino Unido                              |
| Arco recurvo por equipo | Barbara Waterhouse Trogie Fisher Petronella de Wharton-Burr Reino Unido | Ragnhild Windahl · Guy Ellinge · Birgitta Bange · Suecia | Colette Beday Dana Roqueplo Irène Cruypenninck Francia |

## Medallero
| Núm. | País           | Oro | Plata | Bronce | Total |
| ---- | -------------- | --- | ----- | ------ | ----- |
| 1    | Reino Unido    | 2   | 0     | 1      | 3     |
| 2    | Suecia         | 1   | 3     | 0      | 4     |
| 3    | Checoslovaquia | 1   | 1     | 0      | 2     |
| 4    | Dinamarca      | 0   | 0     | 2      | 2     |
| 5    | Francia        | 0   | 0     | 1      | 1     |
|      | TOTAL          | 4   | 4     | 4      | 12    |